# Bruiser
Pour plus de détails, voir Fiche technique et Distribution.
Bruiser est un film américain réalisé par George Andrew Romero, sorti en 2000.

## Synopsis
Henry Creedlow se réveille un beau matin sans visage. Il réalise qu'il vient de perdre la chose la plus importante au monde : son identité. Il se lance dans une expédition punitive contre tous ceux qui l'ont humilié jusqu'alors.

## Fiche technique
- Titre : Bruiser
- Réalisation : George Andrew Romero
- Scénario : George Andrew Romero
- Costumière : Alina Panova
- Société de production : StudioCanal
- Pays d'origine : États-Unis
- Langue originale : anglais
- Format : Couleurs - 1,85:1 - Dolby Digital - 35 mm
- Genre : Thriller, horreur
- Durée : 99 minutes
- Date de sortie :
  - Canada : 13 février 2000
  - États-Unis : 9 octobre 2001 (Video Premiere)
  - France : 24 juillet 2002
- Classification :
  - interdit aux moins de 12 ans lors de sa sortie en France
  - interdit aux moins de 13 ans lors de sa sortie au Canada

## Distribution
- Jason Flemyng : Henry Creedlow
- Peter Stormare : Milo Styles
- Leslie Hope : Rosemary Newley
- Nina Garbiras : Janine Creedlow
- Andrew Tarbet : James Larson
- Tom Atkins : détective McCleary
- Jonathan Higgins : détective Rakowski
- Jeff Monahan : Tom Burtram
- Marie Cruz : numéro 9
- Beatriz Pizano : Katie Saldano
- Tamsin Kelsey : Mariah Breed
- Kelly King : Gloria Kite
- Susanne Sutchy : Colleen
- Balázs Koós : Chester
- Jean Daigle : Faduah